# Isabel Waidacher
Isabel Waidacher (* 25. Juli 1994 in Chur) ist eine Schweizer Eishockeyspielerin aus Arosa, die seit 2024 für die SC Bern Frauen in der Women’s League spielt. Zuvor gehörte sie über viele Jahre den ZSC Lions Frauen an.

## Leben und Karriere
Isabel Waidacher ist das drittälteste von acht Kindern einer mit dem Eishockey eng verbundenen Familie. Schon ihr Grossvater Ludwig Waidacher senior spielte in den 1940er- und 1950er-Jahren als Verteidiger für den EHC Arosa, mit dem er fünfmal in Folge Schweizermeister wurde. Auch Vater Ludwig Waidacher junior errang mit dem EHC Arosa 1980 einen Meistertitel, bevor er auf die Saison 1981/82 studienhalber zum Zürcher SC wechselte.
Wie ihre sieben Geschwister spielte Isabel Waidacher nicht nur Eishockey, sie ist auch eine talentierte Skifahrerin. Da der EHC Arosa über keine Damenmannschaft verfügte, spielte sie wie schon ihre beiden älteren Schwestern Monika und Nina bei den männlichen Schulkollegen mit. Weil sie in diesem Umfeld rasch Fortschritte erzielte, wurde sie schon bald in den Schweizer Nachwuchs-Nationalkader berufen. So vertrat sie die Schweiz an der U18-Frauen-Weltmeisterschaft 2012.
Nach der obligatorischen Schulzeit in Arosa besuchte Waidacher die Kantonsschule in Chur. Um sich sportlich weiterzuentwickeln, spielte sie in der Folge für die ZSC Lions Frauen, mit der sie 2011, 2012, 2013, 2016, 2017 und 2018 den Schweizer Meistertitel gewann. Ab 2012/13 war sie Mitglied der Schweizer Nationalmannschaft der Frauen, mit der sie 2013, 2016 und 2017 an der Eishockey-Weltmeisterschaft teilnahm. In der Saison 2013/14 spielte Isabel Waidacher zusammen mit ihren Schwestern für das College of St. Scholastica (CSS) in Duluth, Minnesota.
Mitte Juni 2021 trat Isabel Waidacher gemeinsam mit ihren Schwestern Monika und Nina vorübergehend vom aktiven Eishockeysport zurück. Isabal Waidacher spielte bis dahin während 11 Saisons für die ZSC Lions und erreichte dabei sechs nationale Meistertitel. Zusammen standen die drei Waidacher-Schwestern in 547 Meisterschaftsspielen für die Zürcherinnen auf dem Eis und erzielten dabei 327 Tore und 425 Assists.
Für die Saison 2024/25 wurde Waidacher drei Jahre nach ihrem zwischenzeitlichen Rücktritt von den SC Bern Frauen als Spielerin verpflichtet.

## Varia
Der älteste Bruder Thomas Waidacher (* 1996) stand zeitweilig im Kader der U-17-Nationalmannschaft.
Isabel Waidacher gehört mit ihrem Grossvater und Vater sowie den Schwestern Monika und Nina zu den wenigen Familienmitgliedern des Eishockeysports, die in drei aufeinanderfolgenden Generationen mindestens einen nationalen Meistertitel erreichen konnten.
2017 wurde Isabel Waidacher Eishockey-Schweizer Meister mit den ZSC Lions, vertrat die Schweiz bei der Eishockey-Weltmeisterschaft 2017 und gewann zudem die Ski-Clubmeisterschaft des Skiclub Arosa.

## Erfolge und Auszeichnungen
- 2011 Schweizer Meister mit den ZSC Lions Frauen
- 2012 Schweizer Meister mit den ZSC Lions Frauen
- 2013 Schweizer Meister mit den ZSC Lions Frauen
- 2016 Schweizer Meister mit den ZSC Lions Frauen[16]
- 2017 Schweizer Meister mit den ZSC Lions Frauen[17]
- 2018 Schweizer Meister mit den ZSC Lions Frauen